# Brugklas (onderwijs)
De brugklas is binnen het Nederlandse onderwijssysteem de eerste klas waarin een leerling terechtkomt die vanaf de basisschool naar het voortgezet onderwijs gaat. De brugklas is als begrip gedefinieerd in de zogenaamde Mammoetwet die sinds 1968 bepaalt hoe het Nederlands voortgezet onderwijs is ingericht. Op veel scholen wordt de brugklas gebruikt om te bepalen op welk niveau de leerling het voortgezet onderwijs zal vervolgen. De definitieve keuze wordt dan in de loop van het brugjaar gemaakt. Het woord brug heeft hier betrekking op de overbruggingsperiode tussen verschillende schoolniveaus binnen een middelbare school. Om deze overgang zo goed mogelijk te laten verlopen, wordt in de brugklas vaak veel uitleg gegeven over hoe te leren en te studeren, bijvoorbeeld in een studieles.
Op veel scholen die meerdere niveaus aanbieden (bijv. vmbo-t, havo, vwo) is er de mogelijkheid om deze niveaus te combineren tot een brugklas. Gebruikelijke combinaties zijn de brugklassen vmbo-t/havo en of havo/vwo. Pas na de brugklas moet de leerling kiezen voor de definitieve opleiding. Daarnaast is het mogelijk om door te stromen naar andere opleidingen, om eventuele fouten bij de keus van een opleiding te kunnen rechtzetten. Sommige scholen bieden een twee- of zelfs driejarige brugklas aan, andere scholen met meerdere niveaus bieden helemaal geen brugklas aan, waardoor de keuze in de eerste klas in principe dus definitief is. Als de leerling bijvoorbeeld in een havo/vwo-brugklas zit, ligt het onderwijsniveau ongeveer tussen het niveau van havo en vwo. Hiermee wordt beoogd dat de leerling tijdens het eerste middelbareschooljaar een idee krijgt van het niveau van beide opleidingen, zodat hij goed kan kiezen op welk niveau hij thuishoort. Met name de dakpan havo/vwo kent vaak een twee- of driejarige brugperiode. Aan het einde van de brugklas wordt dan bepaald welke vorm van onderwijs een leerling gaat volgen. Het is de bedoeling dat op deze manier de leerlingen niet meer hoeven te doubleren, maar bij moeilijkheden kunnen doorstromen naar een minder veeleisend type onderwijs.
Brugklassers worden als nieuwkomers op de school wel eens geplaagd door oudere leerlingen, en onder andere brugpieper of brugsmurf genoemd. Dat geplaag is meestal vrij onschuldig en houdt na verloop van tijd op; de daders zijn vaak tweedeklassers die zelf nog maar net brugklasser-af zijn.
Vóór de invoering van de Mammoetwet hield het begrip brugklas in een type onderwijs binnen het lagere onderwijs in, voor leerlingen die gezien hun leeftijd nog niet rijp genoeg geacht werden voor de toelating tot het middelbaar onderwijs. Zij moesten daartoe meestal nog na het doorlopen van het gewoon lager onderwijs een jaar U.L.O. of de brugklas doorlopen.